# Attatha coccinea
Attatha coccinea är en fjärilsart som beskrevs av Swinhoe 1917. Attatha coccinea ingår i släktet Attatha och familjen nattflyn. Inga underarter finns listade i Catalogue of Life.